# Саркисян, Гурген Байтунович
Гурге́н Байту́нович Саркися́н (арм. Գուրգեն Սարգսյան, 10 июня 1964 — Ереван) — армянский политический и государственный деятель.
- 1986 — окончил факультет вычислительной техники Ереванского политехнического института им. К. Маркса.
- 1997 — курсы «Государственное управление и местное самоуправление» школы управления Армении. Инженер-системотехник.
- 1986—1992 — инженер в Ереванском филиале ЦНИИ «Комета».
- 1990 — избран депутатом Шенгавитского районного совета.
- 1992—1994 — работал в исполкоме Шенгавитского райсовета, затем — в качестве специалиста 1 категории, главного специалиста и заведующего отделом на государственном предприятии «Гавит» исполнительного комитета Шенгавитского райсовета.
- 1994—2000 — заведующий отделом, заместитель начальника управления государственного регистра в государственном статистическом управлении Армении.
- 2000—2006 — заместитель начальника управления, начальник управления в управлении государственного регистра в министерстве юстиции Армении, начальник агентства государственного регистра, руководитель государственного регистра Армении.
- Советник юстиции первого класса, государственный советник второго класса гражданской службы. Член Союза правоведов и политологов.
- 12 мая 2007 — избран депутатом парламента. Член партии «Оринац Еркир».
- С 21 апреля 2008 по 15 марта 2010 — министр транспорта и связи Армении.